# تورينغتون (كونيتيكت)
تورينغتون (بالإنجليزية: Torrington, Connecticut)‏ هي مدينة تقع في ولاية كونيتيكت في الولايات المتحدة. تأسست عام 1740، تبلغ مساحتها 104.6 (كم²)، وترتفع عن سطح البحر 165 م، بلغ عدد سكانها 35995 نسمة في عام 2005 حسب إحصاء مكتب تعداد الولايات المتحدة وتصل الكثافة السكانية فيها 349 نسمة/كم2.

## التركيبة السكانية
حدّد مكتب تعداد الولايات المتحدة بيانات التركيبة السكانية لتورينغتون في تعداد الولايات المتحدة. في ما يلي، التركيبة السكانية حسب تعدادي 2000 و2010.

### تعداد عام 2000
بلغ عدد سكان تورينغتون 35,202 نسمة بحسب تعداد عام 2000، وبلغ عدد الأسر 14,743 أسرة وعدد العائلات 9,130 عائلة مقيمة في المدينة. في حين سجلت الكثافة السكانية 337 نسمة لكل كيلومتر مربع (872.8/ميل2). وبلغ عدد الوحدات السكنية 16,147 وحدة بمتوسط كثافة قدره 154.6 لكل كيلومتر مربع (400.4/ميل2).
وتوزع التركيب العرقي للمدينة بنسبة 93.03% من البيض و2.15% من الأمريكيين الأفارقة و0.20% من الأمريكيين الأصليين و1.83% من الأمريكيين ذوي الأصول الآسيوية و0.02% من سكان جزر المحيط الهادئ و1.31% من الأعراق الأخرى و1.47% من عرقين مختلطين أو أكثر و3.30% من الهسبانيون أو اللاتينيون من أي عرق.
بلغ عدد الأسر 14,743 أسرة كانت نسبة 30.3% منها لديها أطفال تحت سن الثامنة عشر تعيش معهم، وبلغت نسبة الأزواج القاطنين مع بعضهم البعض 47.7% من أصل المجموع الكلي للأسر، ونسبة 10.3% من الأسر كان لديها معيلات من الإناث دون وجود شريك،  بينما كانت نسبة 3.9% من الأسر لديها معيلون من الذكور دون وجود شريكة وكانت نسبة 38.1% من غير العائلات. تألفت نسبة 32.1% من أصل جميع الأسر من عدة أفراد يعيشون في نفس المنزل ونسبة 13.7% كانت تتألف من شخص يعيش بمفرده يبلغ من العمر 65 عاماً أو أكثر. وبلغ متوسط حجم الأسرة المعيشية 2.33، أما متوسط حجم العائلات فبلغ 2.96.
بلغ العمر الوسطي للسكان 39.1 عاماً. وكانت نسبة 23% من القاطنين تحت سن الثامنة عشر، وكانت نسبة 6.3% بين الثامنة عشر والرابعة والعشرين عاماً، ونسبة 30.7% كانت واقعةً في الفئة العمرية ما بين الخامسة والعشرين والرابعة والأربعين عاماً، ونسبة 21.8% كانت ما بين الخامسة والأربعين والرابعة والستين، ونسبة 15.8% كانت ضمن فئة الخامسة والستين عاماً فما فوق. يوجد لكل 100 أنثى 95.4 ذكر، ويوجد لكل 100 أنثى في الثامنة عشر من عمرها فما فوق 90.7 ذكر.
بلغ متوسط دخل الأسرة في المدينة 36,190 دولارًا، أما متوسط دخل العائلة فبلغ 47,935 دولارًا. وكان متوسط دخل الذكور 35,784 دولارًا مقابل 27,590 دولارًا للإناث. وسجل دخل الفرد الخاص بالمدينة 19,525 دولارًا. وكانت نسبة 5.6% من العائلات ونسبة 9.8% من السكان تحت خط الفقر، وكان من هؤلاء نسبة 12% تحت سن الثامنة عشر ونسبة 8.7% في الخامسة والستين من العمر وما فوق.

### تعداد عام 2010
بلغ عدد سكان تورينغتون 36,383 نسمة بحسب تعداد عام 2010، وبلغ عدد الأسر 15,243 أسرة وعدد العائلات 9,280 عائلة مقيمة في المدينة. في حين سجلت الكثافة السكانية 348.3 نسمة لكل كيلومتر مربع (902.1/ميل2). وبلغ عدد الوحدات السكنية 16,761 وحدة بمتوسط كثافة قدره 160.5 لكل كيلومتر مربع (415.7/ميل2).
وتوزع التركيب العرقي للمدينة بنسبة 88.72% من البيض و2.68% من الأمريكيين الأفارقة و0.25% من الأمريكيين الأصليين و2.16% من الأمريكيين ذوي الأصول الآسيوية و0.02% من سكان جزر المحيط الهادئ و3.66% من الأعراق الأخرى و2.52% من عرقين مختلطين أو أكثر و8.78% من الهسبانيون أو اللاتينيون من أي عرق.
بلغ عدد الأسر 15,243 أسرة كانت نسبة 28.2% منها لديها أطفال تحت سن الثامنة عشر تعيش معهم، وبلغت نسبة الأزواج القاطنين مع بعضهم البعض 43.8% من أصل المجموع الكلي للأسر، ونسبة 12.1% من الأسر كان لديها معيلات من الإناث دون وجود شريك،  بينما كانت نسبة 4.9% من الأسر لديها معيلون من الذكور دون وجود شريكة وكانت نسبة 39.1% من غير العائلات. تألفت نسبة 31.9% من أصل جميع الأسر من عدة أفراد يعيشون في نفس المنزل ونسبة 12.8% كانت تتألف من شخص يعيش بمفرده يبلغ من العمر 65 عاماً أو أكثر. وبلغ متوسط حجم الأسرة المعيشية 2.33، أما متوسط حجم العائلات فبلغ 2.94.
بلغ العمر الوسطي للسكان 42.4 عاماً. وكانت نسبة 21.1% من القاطنين تحت سن الثامنة عشر، وكانت نسبة 7.7% بين الثامنة عشر والرابعة والعشرين عاماً، ونسبة 25.3% كانت واقعةً في الفئة العمرية ما بين الخامسة والعشرين والرابعة والأربعين عاماً، ونسبة 29.8% كانت ما بين الخامسة والأربعين والرابعة والستين، ونسبة 16.1% كانت ضمن فئة الخامسة والستين عاماً فما فوق. وتوزع التركيب الجنسي للسكان بنسبة 49% ذكور و51% إناث.

## أعلام
- رايموند جاكوبس
- آي. بي. هولي جونيور
- ستيفن ستروغاز
- باتريشيا والد
- كارل فان دورين
- جاك هابارد
- جون براون
- هيلاري وا
- إريك إس. هاتش
- جوردن وليامز

## وصلات خارجية
- http://www.torringtonct.org/